# Tafurs
 (janvier 2022).

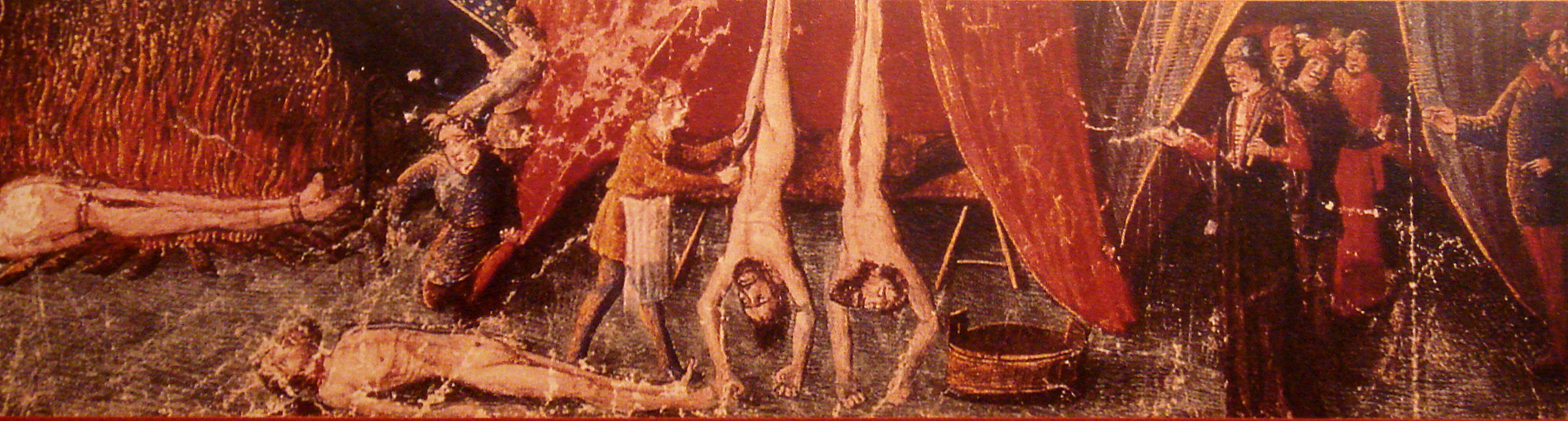
Atrocités commises par les croisés, Bibliothèque nationale de France, XIIIe siècle

Le nom de Tafur est donné à des bandes de combattants catholiques  actifs durant la première croisade, et auxquels sont prêtées de nombreuses atrocités.

## Descriptions
Leur nom proviendrait d'une variante de trutani (« vagabond », « mendiant »), épithète que leur chef, le « roi Tafur », normand, dont on sait peu de choses quant à l'origine, s'est approprié. Il dirigeait avec Pierre l'Ermite la bande de civils, les Ribauds qui se joignirent à la première croisade et qui furent responsables de quantité de méfaits. 
On prête notamment aux Tafur des actes d'anthropophagie, commis dans un but de survie. Les témoignages de ces actes proviennent de Raoul de Caen, d'une chronique anonyme de la première croisade et d'une lettre adressé au pape.
En 1098, l'armée des Francs qui faisait le siège de la ville d'Antioche était gravement menacée par la famine. Le roi Tafur eut alors l'idée de faire cuire ou rôtir les cadavres des infidèles des lieux et ses troupes se mirent à écumer les environs, tuant et massacrant des habitants pour pouvoir les dévorer, semant ainsi l'effroi parmi la population. Les troupes de Tafur se montaient à ce moment à plus ou moins dix mille hommes. Ces faits sont attestés dans la Chanson d'Antioche. On se mit bientôt à étriper et vider les soldats turcs. Un festin cannibale eut alors lieu sous les remparts de la ville d'Antioche. Tafur avait invité les chevaliers à partager ses agapes mais ceux-ci refusèrent. Certains parlent à ce propos d'opération psychologique destinée à effrayer les défenseurs de la ville. Attirés par l'odeur de la chair humaine ainsi grillée, il y eut bientôt 20 000 défenseurs de la ville, incrédules et n'en croyant pas leurs yeux, à contempler du haut des remparts ce repas.[source insuffisante].
À la suite de ces faits, la rumeur concernant des actes d'anthropophagie commis par les envahisseurs chrétiens se répandit au sein du monde musulman et l'image des chrétiens démons-cannibales survécut longtemps, accolée à la réputation des croisés[réf. nécessaire].
Après la prise de Jérusalem en 1099, lorsque Godefroy de Bouillon devint le dirigeant du Royaume de Jérusalem, ce fut Tafur, reconnu comme le combattant le plus éminent de la troupe des croisés, qui eut le privilège de déposer la couronne royale sur la tête du nouveau monarque,. Ainsi, d'après l'historien Norman Cohn, auteur du livre Les fanatiques de l'Apocalypse. Courants millénaristes révolutionnaires du XIe au XVIe siècle, Tafur dépose, sur la tête du chevalier franc, une couronne qu'il « fait à l'aide d'une branche de ronces, en souvenir de la couronne d'épine. Godefroy lui prête alors allégeance, et jure qu'il ne reçoit Jérusalem que des mains de Dieu et du roi Tafur ». Toujours selon cet historien : « Ces incidents, purement fictifs, indiquent à quel point le roi mendiant était devenu le symbole de l'immense espoir irraisonné qui avait soutenu la plebs pauperum tout au long de ses indicibles déboires jusqu’à la ville Sainte ».
Après avoir analysé les nombreuses sources disponibles, l'historien Jay Rubenstein (en) a conclu que l'idée selon laquelle les Tafurs étaient spécifiquement responsables des actes cannibales n'est rien d'autre qu'un mythe.